# A Hitch in Time
Pour plus de détails, voir Fiche technique et Distribution.
A Hitch in Time est un film d'animation américain réalisé par Chuck Jones, sorti en 1955.

## Synopsis
Un pilote de l'armée de l'air américaine, sur le point d'être réformé, rêve près de son avion à un retour idyllique à la vie civile. Son rêve est interrompu par un gremlin en forme de minuscule fée mâle, sorti d'un réacteur de l'avion. Le gremlin, qui tient en main une baguette magique, dit être un technicien de première classe nommé Grogan. D'abord moqué par le pilote, il donne ensuite les bonnes raisons qui décideront le pilote à prolonger son service militaire.

## Fiche technique
Sauf indication contraire, les informations mentionnées dans cette section peuvent être confirmées par la base de données cinématographiques IMDb,  présente dans la section « Liens externes ».
- Réalisation et scénario : Chuck Jones
- Producteur : Edward Selzer
- Société de production : Warner Bros. Cartoons
- Musique : Milt Franklyn
- Monteur : Treg Brown (non credité)
- Langue : anglais
- Pays de production : États-Unis
- Format : couleur, 35 mm, son mono, rapport de forme : 1.37 : 1, procédé cinématographique : spherical
- Genre : court métrage, comédie
- Durée : 7 minutes
- Date de sortie : 
  - États-Unis : 1955

### Animateurs
- Gerry Chiniquy : animateur
- Ken Harris : animateur
- Abe Levitow : animateur
- Richard Thompson (en) : animateur
- Ben Washam (en) : animateur
- Philip DeGuard : décors
- Ernie Nordli : préparation

## Distribution
Sauf indication contraire, les informations mentionnées dans cette section peuvent être confirmées par la base de données cinématographiques IMDb,  présente dans la section « Liens externes ».
- Mel Blanc : voix
- Robert C. Bruce : narrateur

## Sur le film
A Hitch in Time est un court-métrage de propagande américaine qui encourage les soldats de l'US Air Force à se réengager. Dans ce dessin animé, son réalisateur Chuck Jones est à son apogée.